# Флеммінг Альберг
Флеммінг Альберг (дан. Flemming Ahlberg; 23 грудня 1946, Йегерсборг, Копенгаген) — данський футболіст, захисник, учасник Олімпійських ігор 1972 року в Мюнхені.

## Клубна кар'єра
Альберг прийшов у Фрем навесні 1967 року. Він був рекордсменом клубу за кількістю ігор у команді.
У 1976 році Альберг став футболістом року в Данії, а потім виграв Кубок Данії з «Фрем» у 1978 році, де він також забив гол у серії пенальті.
Восени 1979 року Альберг отримав серйозну травму, і «Фрем» не зміг знайти грошей на продовження контракту. Він перейшов у Б-1903, де зіграв багато матчів за першу команду.
Професійну кар'єру футболіста завершив у 1986 році, коли йому виповнилося 40 років.

## Кар'єра у збірній
Альберг грав за молодіжну збірну Данії з 1968 року та за два роки зіграв дев'ять міжнародних матчів, а останні п'ять був капітаном команди.
Альберг приєднався до національної збірної Данії незадовго до Олімпійських ігор у Мюнхені в 1972 році, і був постійним правим захисником на Олімпіаді.
Він провів 33 матчі за збірну Данії з футболу, не забивши жодного голу.

## Досягнення
Командні
«Фрем»
- Володар Кубка Данії: 1975/76

Особисті
- Футболіст року: 1976